# شهر شب تابستانی
«شهر شب تابستانی» (انگلیسی: Summer Night City) ترانه‌ای از گروه پاپ سوئدی آبا است که در سال ۱۹۷۹ منتشر شد. این ترانه ادای احترامی به خاستگاه این گروه موسیقی یعنی شهر استکهلم سوئد است. نام اولیهٔ این ترانه «رقص در مهتاب» بود.

## جداول موسیقی
| جدول (۱۹۷۸)                         | بالاترین رتبه |
| ----------------------------------- | ------------- |
| استرالیا (گزارش موسیقی کنت)         | ۱۳            |
| اتریش (او۳ تاپ ۴۰ اتریش)            | ۱۸            |
| بلژیک (اولتراتاپ ۵۰ فلاندرز)        | ۳             |
| تک‌آهنگ‌های برتر کانادا (مجله آرپی‌ام) | ۳۴            |
| اروپا (۱۰۰ تک‌آهنگ داغ اروپا)        | ۱             |
| فنلاند (جدول‌های رسمی فنلاند)        | ۱             |
| فرانسه (اس‌ان‌ئی‌پی)                   | ۱۵            |
| ایرلند (انجمن صنعت ضبط ایرلند)      | ۱             |
| ژاپن (اوریکون)                      | ۲۴            |
| مکزیک (جدول تک‌آهنگ‌های مکزیک)        | ۱۰            |
| هلند (۴۰ آهنگ برتر)                 | ۵             |
| هلند (۱۰۰ تک‌آهنگ برتر)              | ۱۰            |
| نیوزیلند (ریکوردد میوزیک ان‌زد)      | ۳۷            |
| نروژ (وی‌جی-لیستا)                   | ۳             |
| رودزیا (جدول تک‌آهنگ‌های رودزیا)      | ۴             |
| سوئد (فهرست برترین‌های سوئد)         | ۱             |
| سوئیس (شوایزر هیت‌پاراد)             | ۵             |
| تک‌آهنگ‌های بریتانیا (اوسی‌سی)         | ۵             |
| آلمان غربی (جدول‌های رسمی آلمان)     | ۶             |

| جدول (۱۹۷۸)                 | رتبه |
| --------------------------- | ---- |
| بلژیک (اولتراتاپ فلاندرز)   | ۳۸   |
| هلند (۴۰ آهنگ برتر هلند)    | ۵۲   |
| هلند (۱۰۰ تک‌آهنگ برتر هلند) | ۶۹   |